# Беляви (Ловицький повіт)
Беляви (пол. Bielawy) — село в Польщі, у гміні Беляви Ловицького повіту Лодзинського воєводства.
Населення — 578 осіб (2011).
У 1975-1998 роках село належало до Скерневицького воєводства.

## Демографія
Демографічна структура станом на 31 березня 2011 року:
|          | Загалом | Допрацездатний вік | Працездатний вік | Постпрацездатний вік |
| -------- | ------- | ------------------ | ---------------- | -------------------- |
| Чоловіки | 278     | 49                 | 193              | 36                   |
| Жінки    | 300     | 45                 | 187              | 68                   |
| Разом    | 578     | 94                 | 380              | 104                  |